# Sissonne
Sissonne é uma comuna francesa na região administrativa de Altos da França, no departamento de Aisne. Estende-se por uma área de 53,53 km². Em 2010 a comuna tinha 2 108 habitantes (densidade: 39,4 hab./km²).